# ألان كينغ (لاعب كرة قدم)
ألان كينغ (بالإنجليزية: Alan King)‏ (18 يناير 1945 في المملكة المتحدة - ) هو لاعب كرة قدم بريطاني في مركز نصف الجناح. لعب مع نادي بانغور سيتي ونادي ترانمير روفرز لكرة القدم ونادي مارين ‏ ونادي رانكورن هالتون وEllesmere Port Town F.C. ‏.